# Digitalização

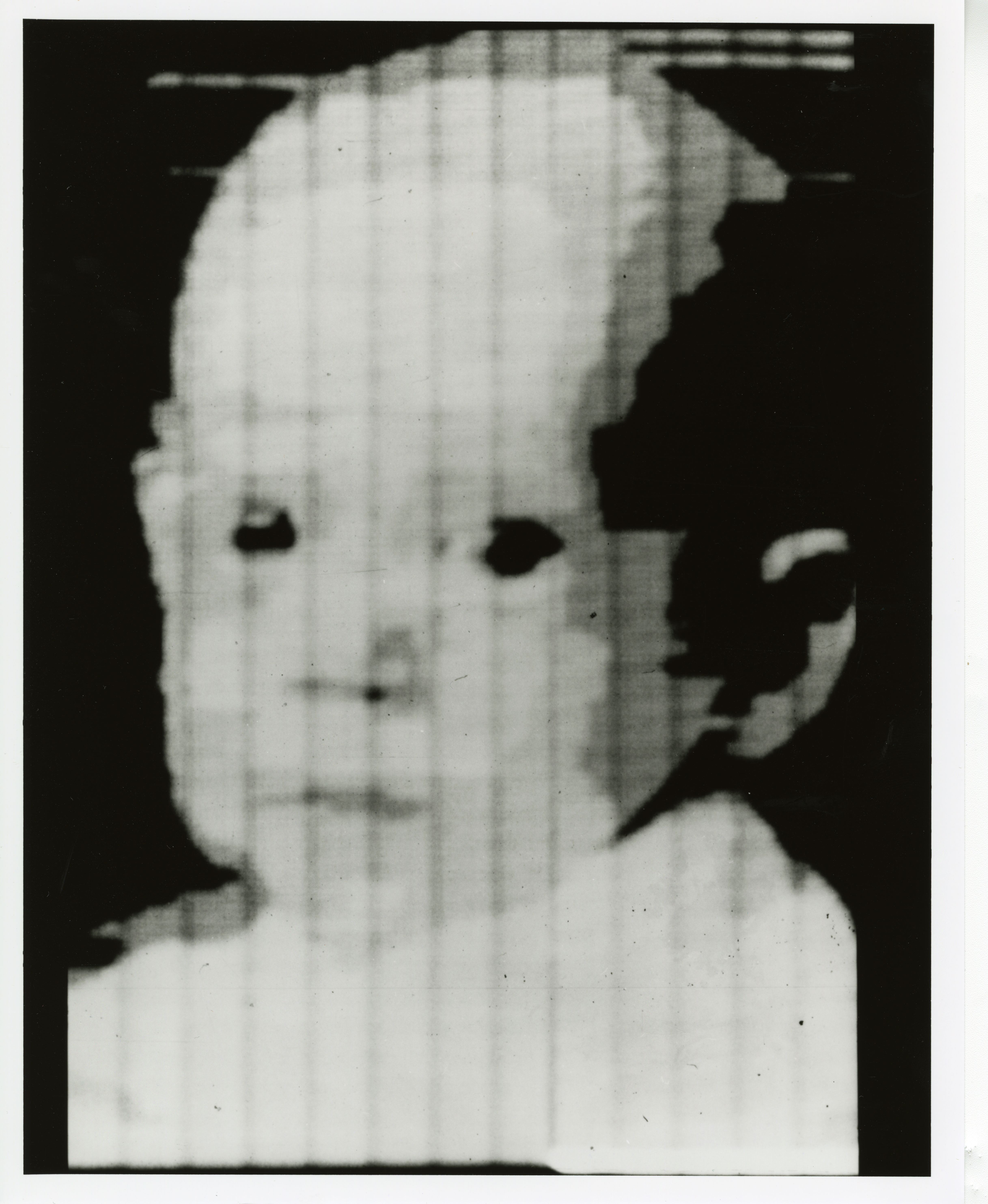
Uma das primeiras imagens escaneadas, em 1957

Digitalização é o processo pelo qual uma imagem ou sinal analógico é transformado em código digital. Isso se dá através de um equipamento e software digitalizador de imagens (scanner) o exemplo, em um sistema de Gerenciamento Eletrônico de Documentos, conhecido como GED ou em bancos de imagens ou áudio. A digitalização é de importância fundamental para o processamento, armazenamento e transmissão de dados, porque "permite que informações de todos os tipos e em todos os formatos sejam transportadas com a mesma eficiência e também mescladas".
A digitalização também compreende, a conversão para o código digital de sinais de áudio e imagens em movimento (vídeos), originalmente em outros formatos como as gravações em discos fonográficos em vinil (sulcos) e em sinal eletromagnético analógico gravados em fios, fitas e discos magnéticos.[carece de fontes?]
A digitalização é também feita em radiografias e a tendência mercadológica é crescer o número de documentos digitalizados, empresas especializadas no processo de digitalização seguem normas como ISO e IEEE. Para esse tipo de função empresas desenvolvem softwares especializados, como a IBM e a Store Up.
As digitalizações de papéis em múltiplas páginas mais comuns acontecem nos formatos digitais .tif e .pdf, sendo que tanto as impressoras multifuncionais mais comuns quanto as copiadoras profissionais possuem a função scanner.

## Tipos

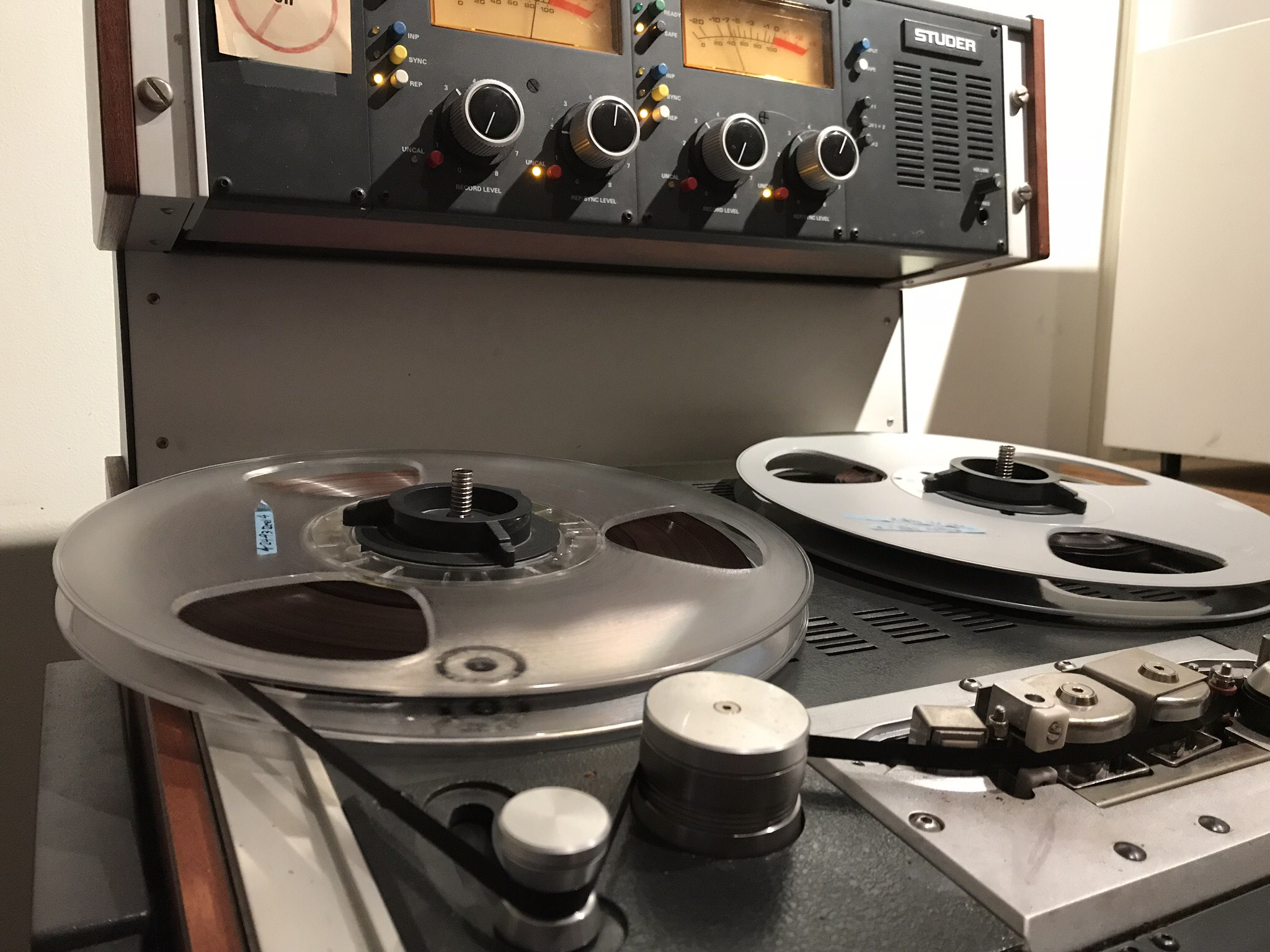
Fita analógica de 1/4 sendo reproduzida em um gravador Studer A810 para digitalização na Smithsonian Folkways Recordings.

### Sinal
Os sinais analógicos são sinais elétricos contínuos já os digitais não são contínuos. Porém, os sinais analógicos podem ser convertidos em digitais usando um conversor analógico para digital. Para sons, a digitalização de gravações analógicas é essencial para evitar a obsolescência tecnológica. Exemplos desse tipo de digitalização são as músicas e filmes. Quase todas as músicas gravadas foram digitalizadas. Cerca de 12% dos mais de 500 mil filmes listados no Internet Movie Database foram digitalizados em DVD.
A mídia de áudio oferece uma rica fonte de informações etnográficas e históricas, com as primeiras formas de som gravado datando de 1890. De acordo com a Associação Internacional de Arquivos Sonoros e Audiovisuais (IASA, na sigla original), essas fontes de dados, bem como as tecnologias obsoletas usadas para reproduzi-los, estão em perigo iminente de perda permanente devido à degradação e obsolescência. Essas fontes primárias são chamadas de “portadoras” e existem em uma variedade de formatos, incluindo cilindros de cera, fita magnética e discos planos de mídia ranhurada, entre outros. Alguns formatos são suscetíveis a degradação mais severa ou mais rápida do que outros. Por exemplo, os discos de laca sofrem delaminação . A fita analógica pode se deteriorar devido à síndrome sticky-shed.
O fluxo de trabalho de arquivamento e a padronização de arquivos foram desenvolvidos para minimizar a perda de informações do portador original para o arquivo digital resultante à medida que a digitalização está em andamento. Para a maioria dos formatos de risco, como a fita magnética, um fluxo de trabalho semelhante é adotado. O exame do meio de origem ajudará a determinar quais etapas precisam ser executadas para reparar o material antes da transferência. Uma inspeção semelhante deve ser realizada para as máquinas de reprodução. Se as condições satisfatórias forem atendidas tanto para a portadora quanto para a máquina de reprodução, a transferência pode ocorrer, moderada por um conversor analógico-digital. O sinal digital é então representado visualmente pela máquina de transferência por uma estação de trabalho de áudio digital, como Audacity, WaveLab ou Pro Tools. As cópias de referência para acesso podem ser feitas em taxas de amostragem menores. Para fins de arquivamento, é padrão transferir a uma taxa de amostragem de 96 kHz e uma profundidade de bits de 24 bits por canal.

### Texto

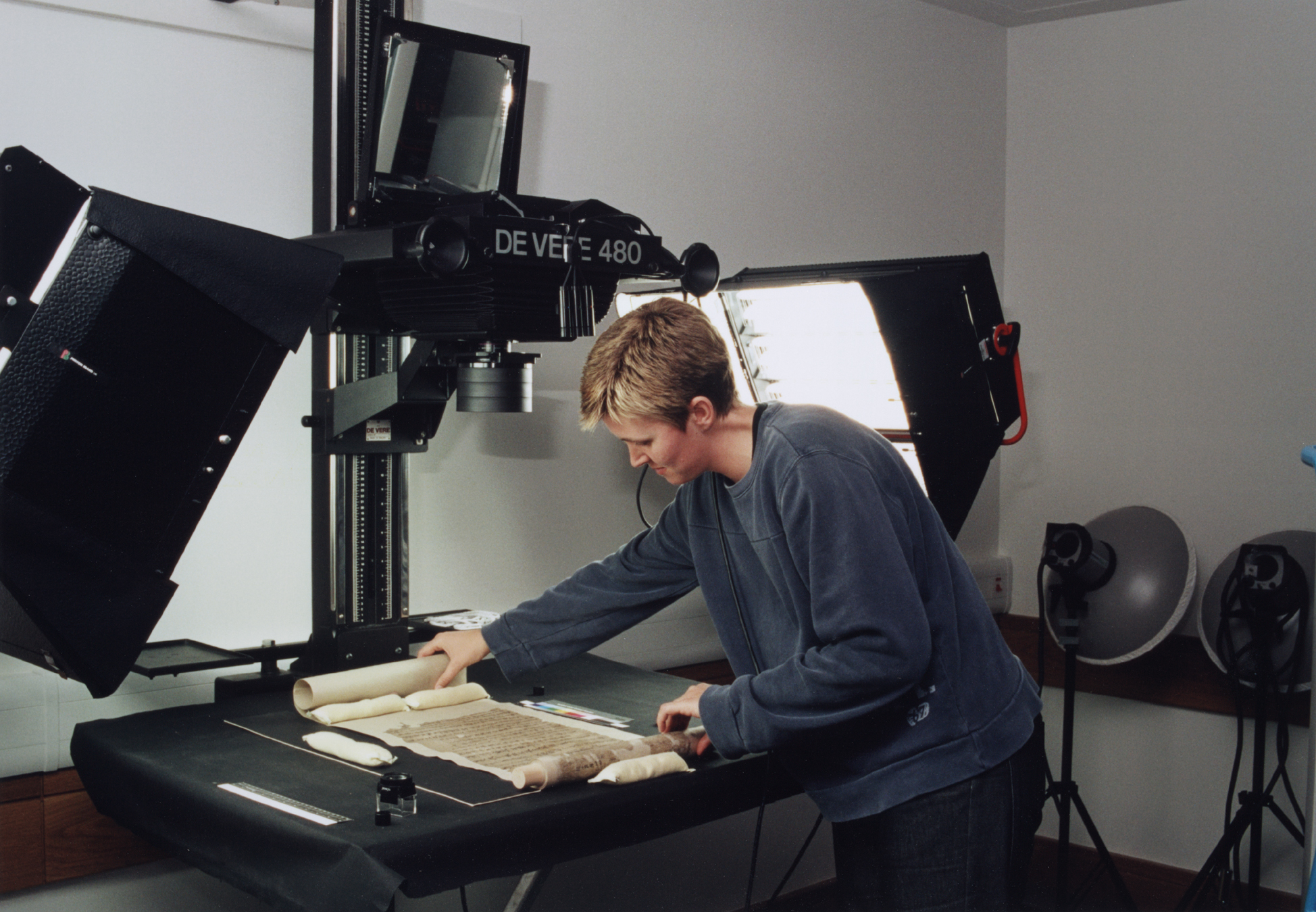
Digitalização na Biblioteca Britânica de um manuscrito de Dunhuang

No contexto de bibliotecas, arquivos e museus, a digitalização é uma forma de criar substitutos digitais de materiais analógicos, como livros, jornais, microfilmes e fitas de vídeo. Isso oferece uma variedade de benefícios, incluindo o aumento do acesso, especialmente para usuários à distância; contribui para o desenvolvimento do acervo, por meio de iniciativas colaborativas; aumenta o potencial de pesquisa e educacional; e apoia atividades de preservação. A digitalização pode ser um meio de preservar o conteúdo dos materiais, criando um fac-símile acessível do objeto, a fim de evitar a manipulação dos originais já frágeis. Um aspecto fundamental do planejamento de projetos de digitalização é garantir que os próprios arquivos digitais sejam preservados e permaneçam acessíveis. O termo preservação digital, em seu sentido mais básico, refere-se a uma série de atividades realizadas para manter o acesso a materiais digitais ao longo do tempo.
Livros impressos antigos são digitalizados com o auxílio da tecnologia de reconhecimento óptico de caracteres. Ela foi utilizada por bibliotecas acadêmicas e públicas, fundações e empresas privadas, como o Google, na digitalização de acervos de livros. A Google tomou medidas para tentar digitalizar todos os livros existentes por meio do projeto Google Livros. Embora algumas bibliotecas acadêmicas tenham sido pagas para permitir a digitalização de seus acervos, questões de violações de direitos autorais ameaçam inviabilizar o projeto. A Biblioteca da Universidade de Cambridge está trabalhando na Biblioteca Digital de Cambridge, que inicialmente conterá versões digitalizadas de seu acervo de livros relacionadas à ciência e religião. Estes incluem a primeira edição de Philosophiæ Naturalis Principia Mathematica pessoalmente anotada de Isaac Newton, bem como seus cadernos de faculdade e outros papéis. Sobre religião, serão disponibilizados alguns manuscritos islâmicos, como Alcorão.

## Diferença em relação à preservação digital
É comum confundir a digitalização com a preservação digital, como se fossem a mesma coisa. Digitalizar é converter algo de um formato analógico em um formato digital. Um exemplo seria digitalizar uma fotografia e ter uma cópia digital em um computador. Este é essencialmente o primeiro passo na preservação digital. Preservar digitalmente algo é mantê-lo por um longo período de tempo.

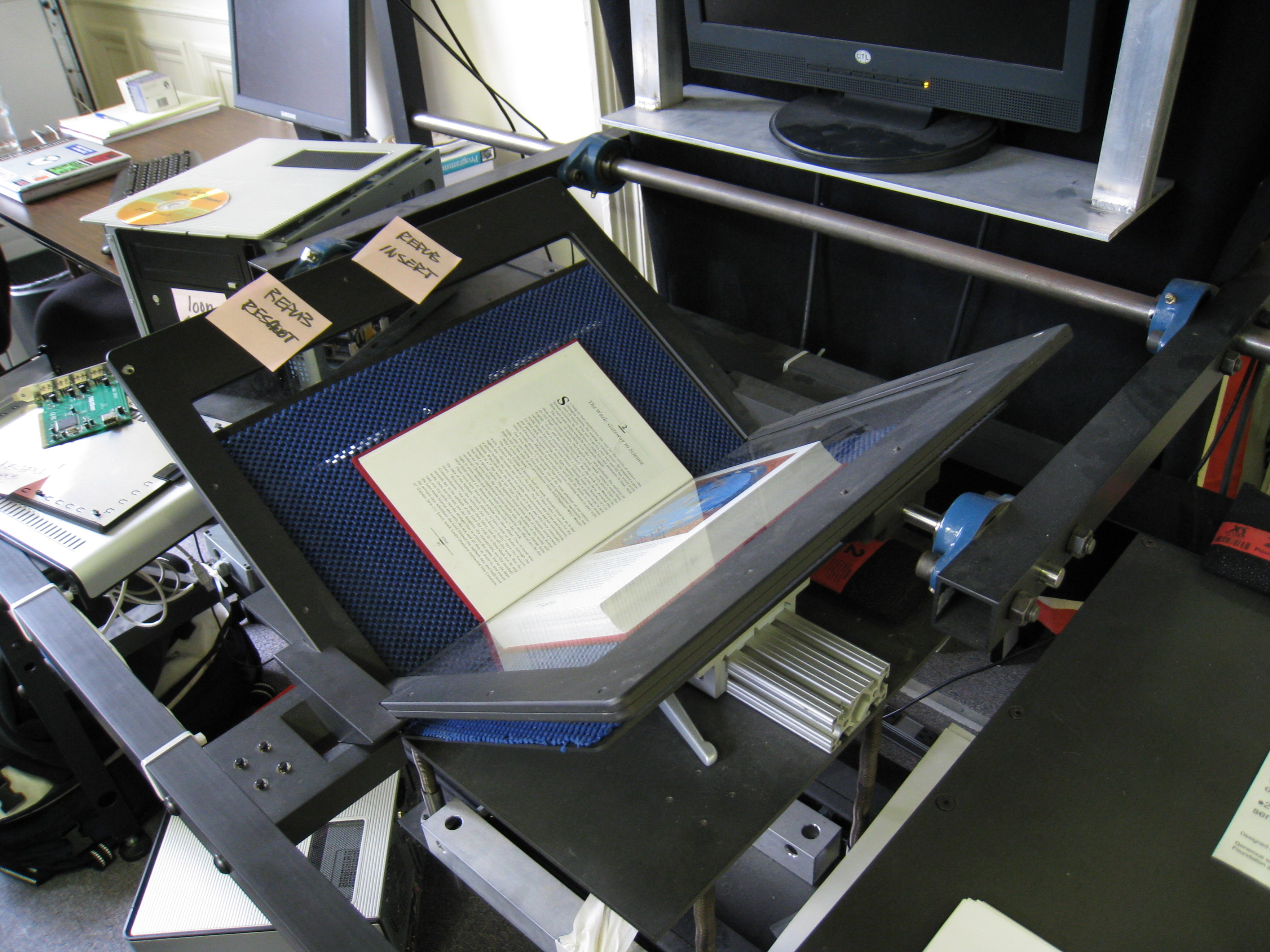
Scanner de livro do Internet Archive

A preservação digital é mais complicada porque a tecnologia muda tão rapidamente que um formato que era usado para salvar algo anos atrás pode se tornar obsoleto, como uma unidade de disquete de 5 1/4 ". Os computadores não são mais feitos para lê-los, e obter o hardware para converter um arquivo de um formato obsoleto para um mais novo pode ser caro. Como resultado, o processo de atualização da informação para preservação digital deve ocorrer a cada 2 ou 5 anos, ou conforme a tecnologia mais recente se torne acessível sem que a antiga tecnologia tenha se tornado obsoleta. A Biblioteca do Congresso dos Estados Unidos oferece diversos recursos e dicas para indivíduos que procuram praticar a digitalização e a preservação digital de suas coleções pessoais. A digitalização de multimídia pessoal, como filmes e fotografias, é um método popular de preservação e compartilhamento. Fotografias podem ser digitalizadas usando um scanner de imagem, mas os vídeos requerem processos mais complexos.
A preservação digital também pode ser aplicada ao material nato digital. Exemplos desse tipo é um documento do Microsoft Word salvo como um arquivo .docx ou uma postagem em um site de mídia social. Em contraste, a digitalização se aplica exclusivamente a materiais analógicos. Os materiais natos digitais apresentam um desafio único para a preservação digital, não apenas devido à obsolescência tecnológica, mas também devido à natureza instável do armazenamento e manutenção digital. A maioria dos sites dura entre 2,5 e 5 anos, dependendo da finalidade para a qual foram projetados.

## Ficção
Obras de ficção científica geralmente incluem o termo digitalizar como o ato de transformar pessoas em sinais digitais e transportá-las em um circuito digital. Quando isso acontece, as pessoas desaparecem do mundo real e aparecem em um mundo virtual (como apresentado no filme cult Tron ou na série animada Code: Lyoko). No videogame Beyond Good & Evil, o amigo holográfico do protagonista digitaliza os itens do inventário do jogador. Um episódio de desenho animado de Super Friends mostrou, em uma fita de computador, a Mulher Maravilha e Jayna libertando a humanidade (incluindo os super-heróis homens) da vilã Medula.